# Rauschangriff
Rauschangriff ist eine deutsche Punkband aus München. Rauschangriff versteht sich als gesellschaftskritische Band. Ihre Texte behandeln in erster Linie die Themen gesellschaftliche Missstände und Politik (Faschismus, Neonazis), den alltäglichen Arbeitsirrsinn (Burn-out, unreflektierter Gebrauch von Anglizismen), aber auch Alkoholkonsum und Fußball. 

## Geschichte
Gegründet wurde Rauschangriff 1996 als reine Studioband, doch bald nach der ersten Veröffentlichung entschloss sich die Band auch live aufzutreten. Da die Bandmitglieder bei der Gründung bereits alle über 40 Jahre alt waren, führten Beruf und Familie dazu, dass viele Wechsel in der Besetzung stattfanden. Es folgten Live-Auftritte im gesamten Bundesgebiet sowie in Tschechien und Kroatien.
2004 lernte die Band Michael Biggs, den Sohn von Ronald Biggs kennen und veröffentlichte eine Benefiz-EP zu Gunsten des schwer kranken Posträubers (Free Ronnie Biggs).
Die Bandauflösung erfolgte im Sommer 2008, die Neugründung im Januar 2014. Die aktuelle Besetzung lautet: Küken (Schlagzeug, Gesang), O.S. (Bass, Gesang), Machtkrampf (Gitarre, Gesang). 
Seit Dezember 2014 wirkt die Band auch im Rahmen des Adventssingens der Freunde des Sechzger-Stadions im Grünwalder Stadion in München-Giesing mit.

## Diskografie
- 1997: Rauschangriff (CD, Eigenverlag)
- 1997: Limitiert und unzensiert (MC, Eigenverlag)
- 1998: Sie haben es sich verdient (EP, NC Music)
- 2000: Emanzenterror BRD (CD, Nix-Gut Records; als LP bei DS Records)
- 2001: File Under: Pogo-Punk BRD  (MC, AON)
- 2004: Free Ronnie Biggs (EP, VPS-Records; als 7"-Single auf 500 durchnummerierte Stück limitiert)

### Samplerbeiträge
- 1996: Lach- & Tanzmusik (Punk/HC/Ska - Tape)
- 1997: Gurken(M)ärsche (Tape)
- 1998: ...aber der Kult geht weiter 2 (CD, NC Music)
- 1998: Hippie-Killer Vol II (Tape)
- 1998: Hier kommt die RIXE (Tape)
- 1998: Gewissensbisse V 007 (Tape)
- 1999: ...aber der Kult geht weiter 3 (CD, NC Music)
- 1999: Mia san ned Marionetz (CD, Höhnie-Records; als LP bei Schlecht&Schwindlig)
- 2000: Attack-Metal-Show Radio Magadan (Tape)
- 2002: Punk Over Munich Vol. 2 (CD, Aggressive Noise)
- 2004: Street Attack Vol. 6 (CD, Noisegate Productions)
- 2005: Es lebe der Punk Vol. 3 (CD, Nix-Gut Records)
- 2006: M-Punks United